# Seznam vrcholů v Čergově

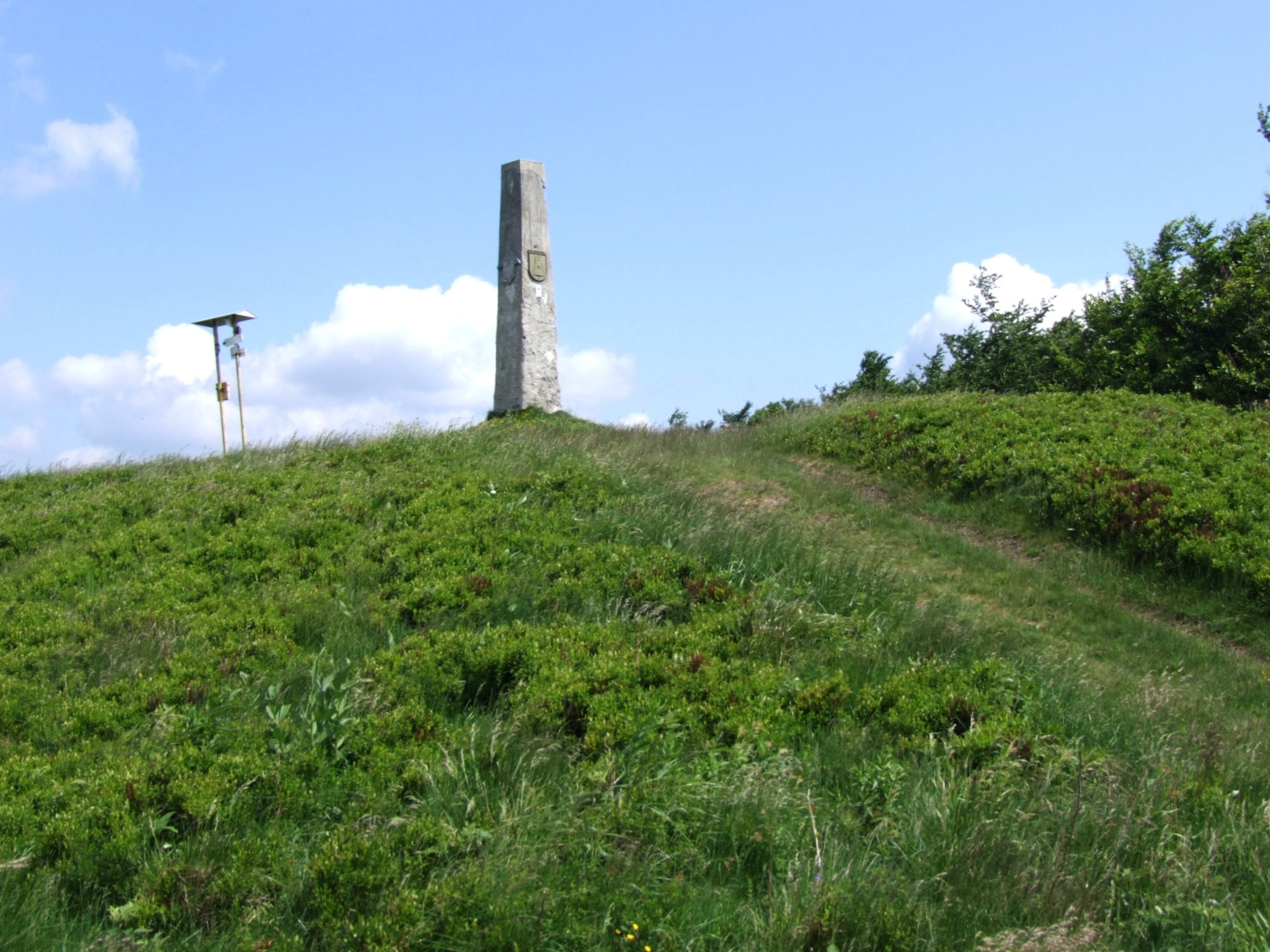
Minčol (1157 m)

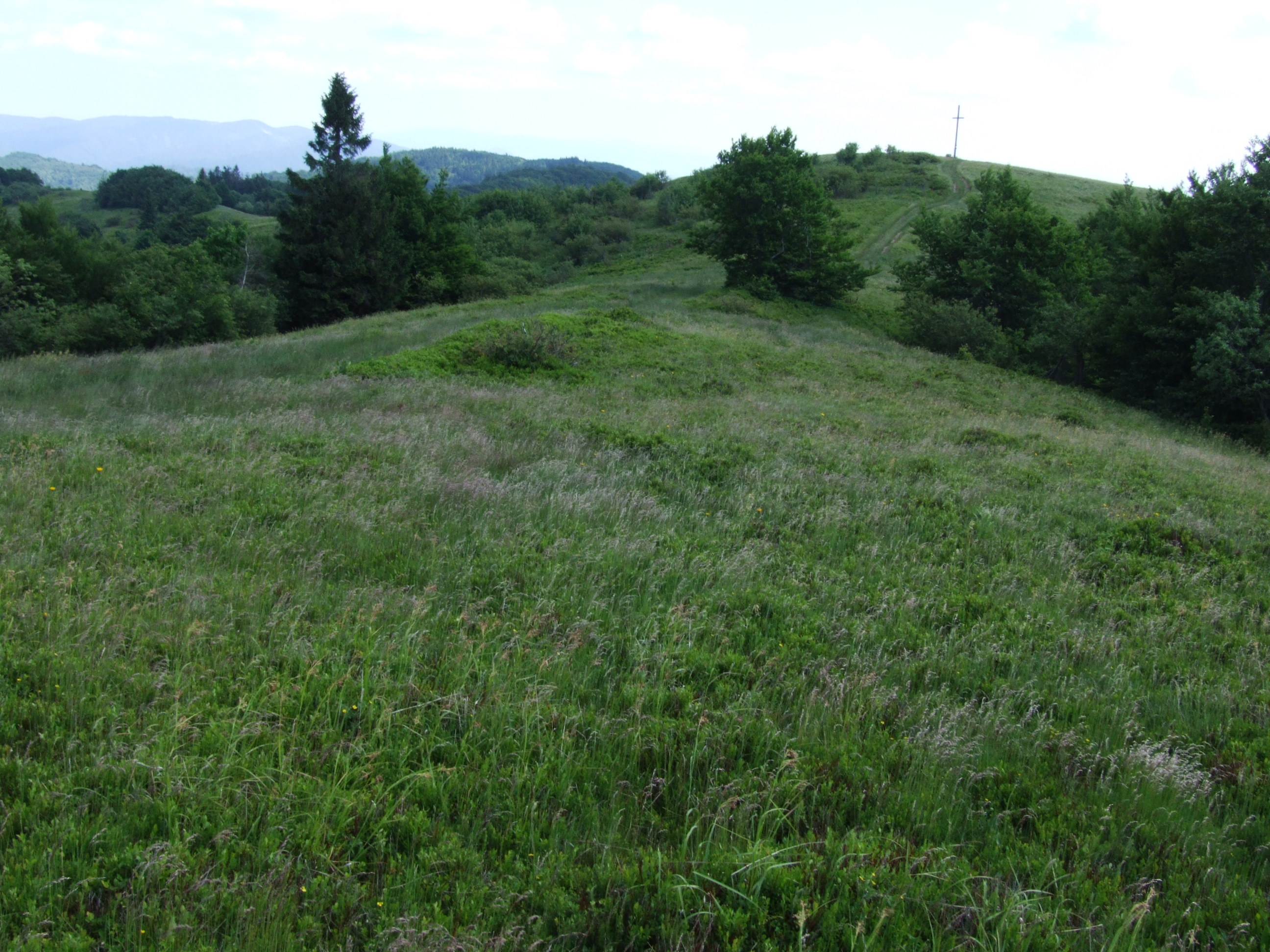
Lazy

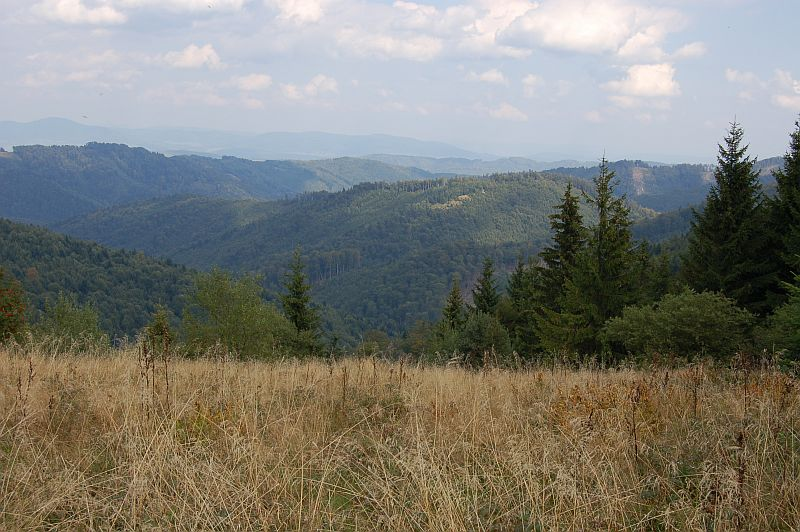
Pohoří Čergov

Seznam vrcholů v Čergově zahrnuje pojmenované čergovské vrcholy s nadmořskou výškou nad 1000 m. K sestavení seznamu bylo použito map dostupných na stránkách hiking.sk. Jako hranice pohoří byla uvažována hranice stejnojmenného geomorfologického celku.

## Seznam vrcholů
| #   | Vrchol         | Výška (m) | Souřadnice                       | Přístup                                                                       |
| --- | -------------- | --------- | -------------------------------- | ----------------------------------------------------------------------------- |
| 1.  | Minčol         | 1157      | 49°14′05″ s. š., 20°59′21″ v. d. | červená turistická značka · modrá turistická značka · žlutá turistická značka |
| 2.  | Veľká Javorina | 1098      | 49°11′56″ s. š., 21°08′47″ v. d. | modrá turistická značka                                                       |
| 3.  | Polonínky      | 1078      | 49°13′29″ s. š., 21°00′15″ v. d. | modrá turistická značka                                                       |
| 4.  | Lysá           | 1068      | 49°09′49″ s. š., 21°08′34″ v. d. | zelená turistická značka                                                      |
| 5.  | Dvoriská       | 1057      | 49°13′21″ s. š., 21°03′23″ v. d. | neznačeno                                                                     |
| 6.  | Solisko        | 1057      | 49°12′45″ s. š., 21°07′32″ v. d. | modrá turistická značka                                                       |
| 7.  | Malý Minčol    | 1054      | 49°15′20″ s. š., 21°00′15″ v. d. | červená turistická značka · modrá turistická značka · žlutá turistická značka |
| 8.  | Čergov         | 1049      | 49°11′08″ s. š., 21°10′23″ v. d. | červená turistická značka                                                     |
| 9.  | Minčolík       | 1032      | 49°14′35″ s. š., 20°58′04″ v. d. | žlutá turistická značka                                                       |
| 10. | Forgáčka       | 1025      | 49°13′17″ s. š., 21°02′01″ v. d. | neznačeno                                                                     |
| 11. | Bukový vrch    | 1019      | 49°12′17″ s. š., 21°10′59″ v. d. | červená turistická značka · žlutá turistická značka                           |
| 12. | Horošovík      | 1009      | 49°13′03″ s. š., 21°05′56″ v. d. | modrá turistická značka                                                       |
| 13. | Škaredé        | 1007      | 49°12′13″ s. š., 21°06′46″ v. d. | neznačeno                                                                     |
| 14. | Dlhá           | 1006      | 49°17′01″ s. š., 20°58′25″ v. d. | neznačeno                                                                     |
| 15. | Ostrý kameň    | 1001      | 49°10′15″ s. š., 21°10′02″ v. d. | zelená turistická značka                                                      |